# بينيتو دياز إراولا
بينيتو دياز إراولا (1900) (بالإسبانية: Benito Díaz Iraola)‏ لاعب ومدرب كرة قدم إسباني معتزل .

## المسيرة الرياضية

### لاعب
انضم إراولا إلى نادي ريال سوسيداد عندما بلغ من العمر 17 سنة وبقي فيه حتى نهاية مسيرته الرياضية كلاعب .

### التدريب
اتجه إراولا إلى مهنة التدريب في سنة 1926 وكان أول نادي يقوم بتدريبه هو نادي ريال سوسيداد . في سنة 1928 استطاع أن يصل بالنادي إلى المباراة النهائية لبطولة كأس إسبانيا ولكنه خسر من نادي برشلونة . ترك النادي في سنة 1930 أثناء الحرب الأهلية في إسبانيا . نشر إعلان في صحيفة محلية باسكية سنة 1935 يطلب فيها العمل مدربا . في سنة 1937 تم تعيينه مدربا لنادي بوردو الفرنسي الذي تحول من الهواة إلى الاحتراف مؤخرا . يعتبر إراولا أول مدرب لنادي بوردو في عصر الاحتراف . قاد إراولا نادي بوردو للفوز ببطولة كأس فرنسا موسم 1940/1941 . في طريق نادي بوردو للتويج ببطولته الأولى تغلب على نادي ريد ستار 3/1 ثم نادي تولوز بنفس النتيجة ثم نادي فايفز 2/0 بفضل نجم النادي آنذاك سانتياغو أورتيزبيريا . قرر الرحيل عن النادي في مايو 1943 قبل أيام من مشاركة النادي في المباراة النهائية لبطولة كأس فرنسا أمام نادي مرسيليا والتي خسرها . عاد إلى إسبانيا وتولى تدريب نادي ريال سوسيداد مجددا وظل هناك طوال 9 مواسم حقق خلالها بطولة دوري الدرجة الثانية موسم 1949/1950 . في مايو 1968 تم منحه ميدالية فضية من اللجنة الوطنية للتدريب عن مجمل عمله في عالم كرة القدم .